# 滨风号驱逐舰
滨风号驱逐舰（日语：浜風，意为沙滩上的风），是大日本帝国海军在20世纪30年代建造的一艘阳炎型驱逐舰。

## 战史

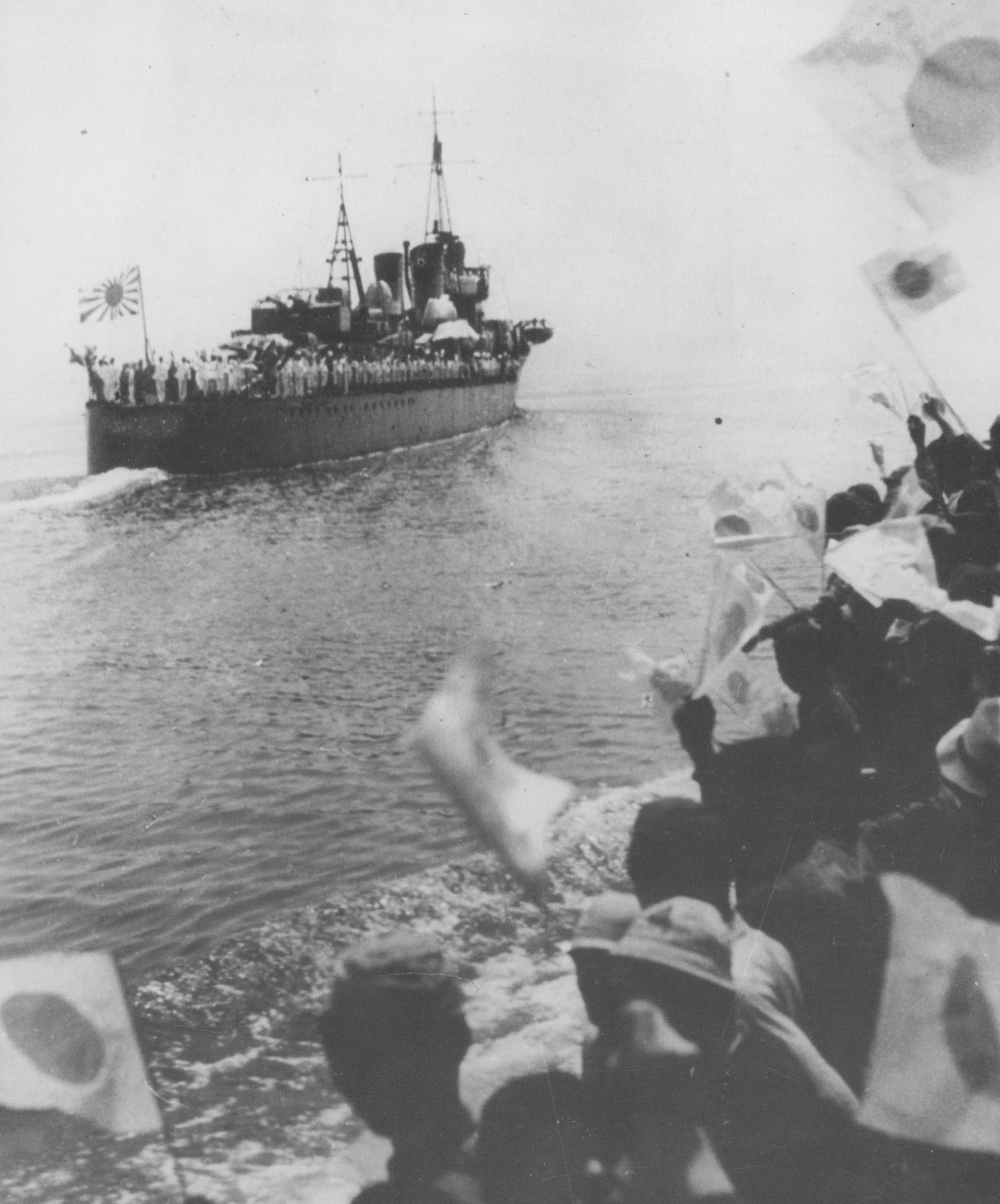
日本宣传电影《88年的太阳》中的画面，背景中舰船就是滨风号，摄于1941年7月。

滨风号在1943年所罗门岛链一带的战斗，包括发生于科隆班加拉岛附近的库拉湾海战中，表现活跃。1945年4月7日，滨风号伴随大和号战列舰参加了进攻冲绳盟军海军的坊之岬海戰。在战斗中，她被快速航母特遣舰队的飞机炸沉于长崎西南240千米处。（坐标30°47′N 128°08′E / 30.783°N 128.133°E）